# Karl-Gustaf Löfgren
Karl-Gustaf Löfgren, född 1943, död 2021, var en svensk nationalekonom.
Löfgren doktorerade 1977 i nationalekonomi vid Umeå universitet och utnämndes där 1988 till professor i samma ämne. Han har tidigare, från 1979, varit professor i skogsekonomi vid Sveriges lantbruksuniversitet. Han invaldes 1995 till ledamot av Kungl. Skogs- och Lantbruksakademien och blev 1999 ledamot av Kungl. Vetenskapsakademien. Han var adjungerad ledamot 1993–1995 och ledamot 2002–2007 i Kommittén för Sveriges Riksbanks pris i ekonomisk vetenskap till Alfred Nobels minne.

### Tryckt litteratur
- Kungl. Vetenskapsakademiens årsberättelse 1999 (Documenta no. 69). Stockholm: Kungl. Vetenskapsakademien. 2000. sid. 67. ISSN 0347-5719 Libris 3682164